# Diogenes Luis Basegio
Diogenes Luis Basegio (Passo Fundo, 17 de junho de 1956) é um médico e político brasileiro.
É filiado ao Partido Democrático Trabalhista (PDT). Nas eleições de 2014, em 5 de outubro, foi eleito deputado estadual à Assembleia Legislativa do Rio Grande do Sul na 54ª legislatura (2015 — 2019). Assumiu o cargo em 1 de fevereiro de 2015, e renunciou ao cargo em 20 de novembro de 2015. 

## Acusações
De acordo com reportagem especial do programa Fantástico (Rede Globo) exibida em 7 de junho de 2015, o parlamentar é suspeito de extorquir parte dos salários de seus assessores e alterar quilometragem no odômetro de carros para aumentar indenizações veiculares, além de contratar assessores fantasmas.  O delator do caso, ex-chefe de gabinete de Dr. Basegio, Neuromar Gatto, afirmou que o próprio deputado controlava quanto cada um de seus assessores deveria repassar e exibiu um vídeo do momento em que o deputado recebia o dinheiro. 
Nas redes sociais, Dr. Basegio negou as acusações do delator e afirma estar sendo vítima de "ataques e provas forjadas".